# Carl Brandt (Bäcker)

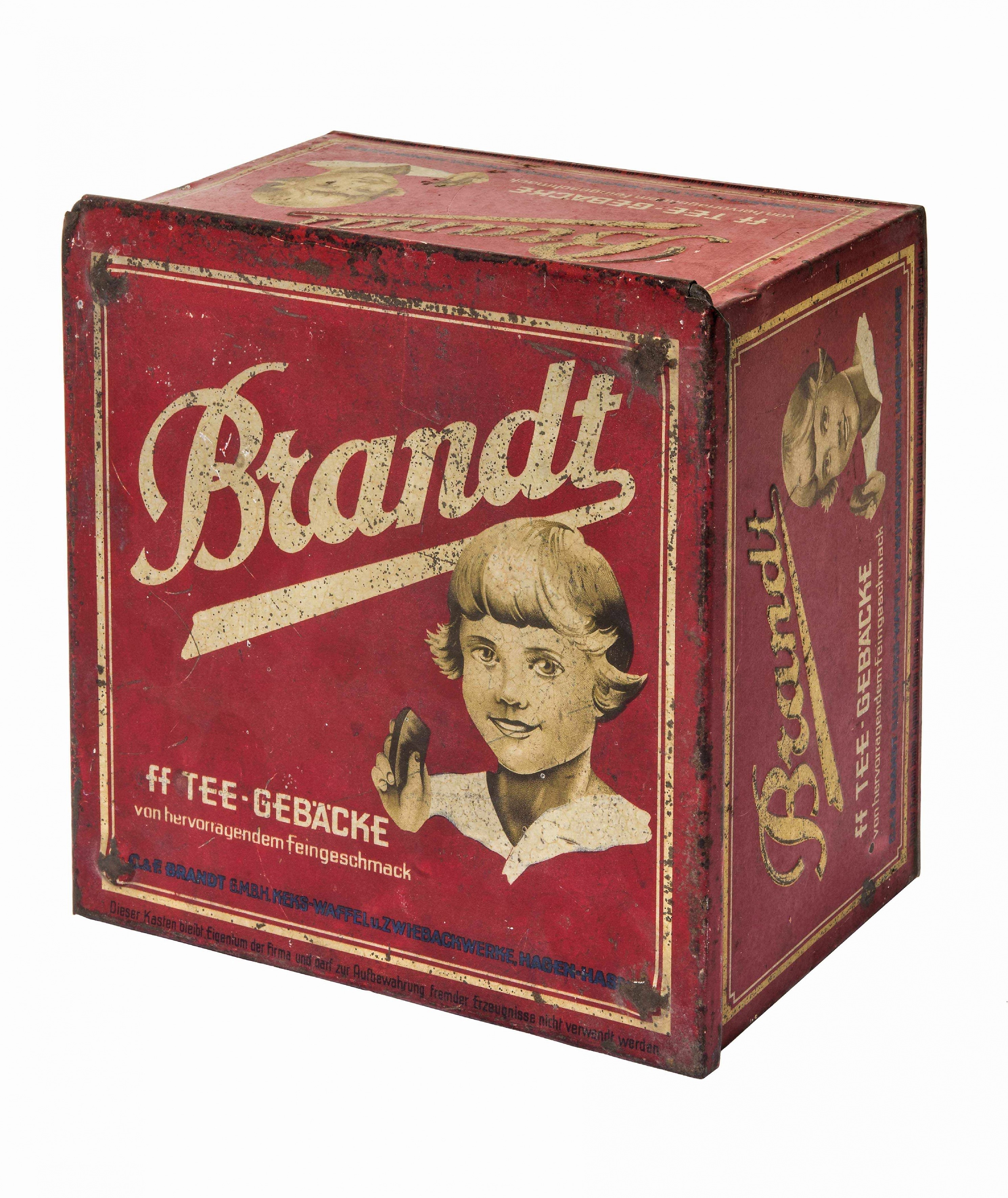
Zwieback-Verkaufverpackung der Firma Brandt

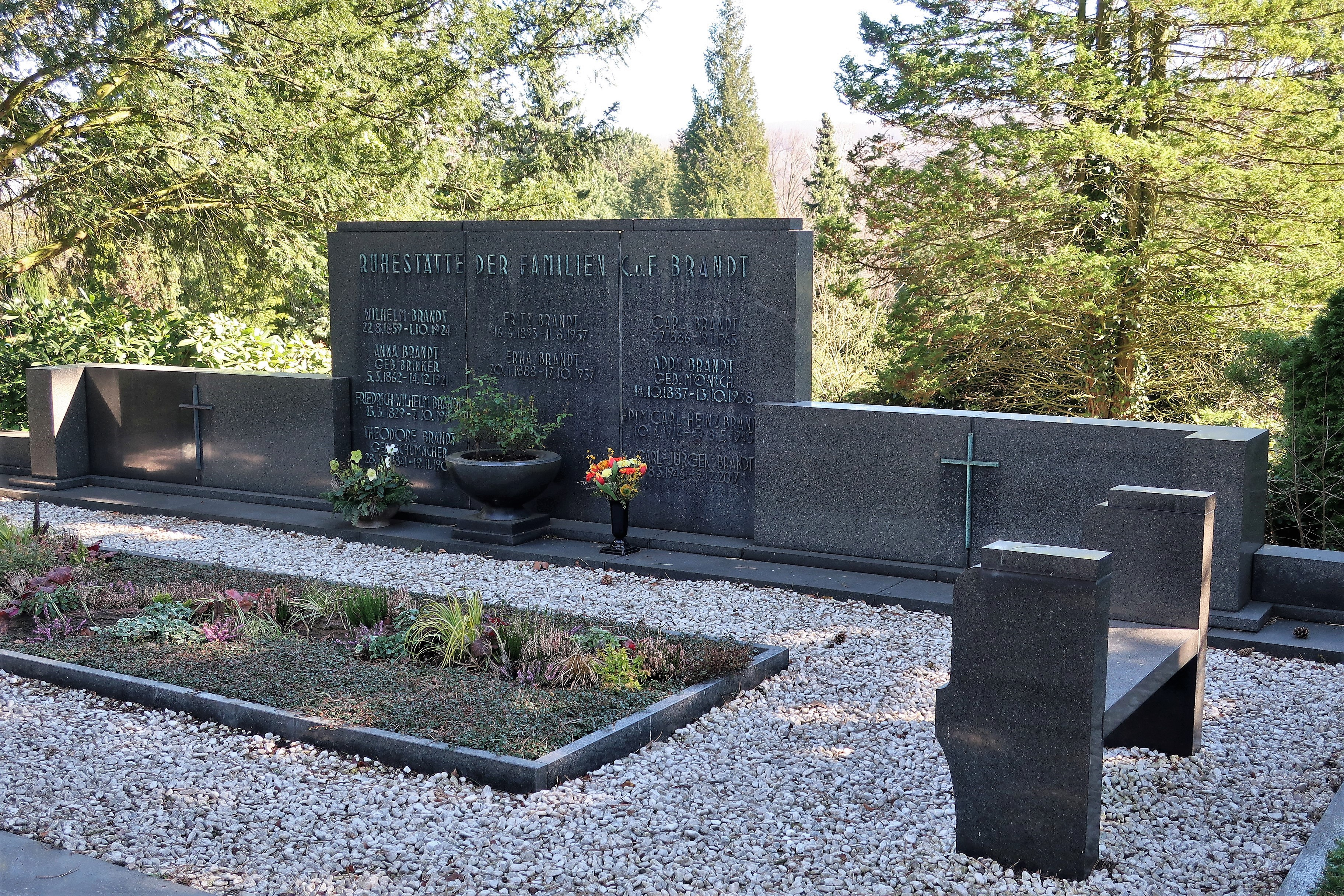
Ruhestätte der Familien C. u. F. Brandt auf dem Evangelischen Friedhof Haspe

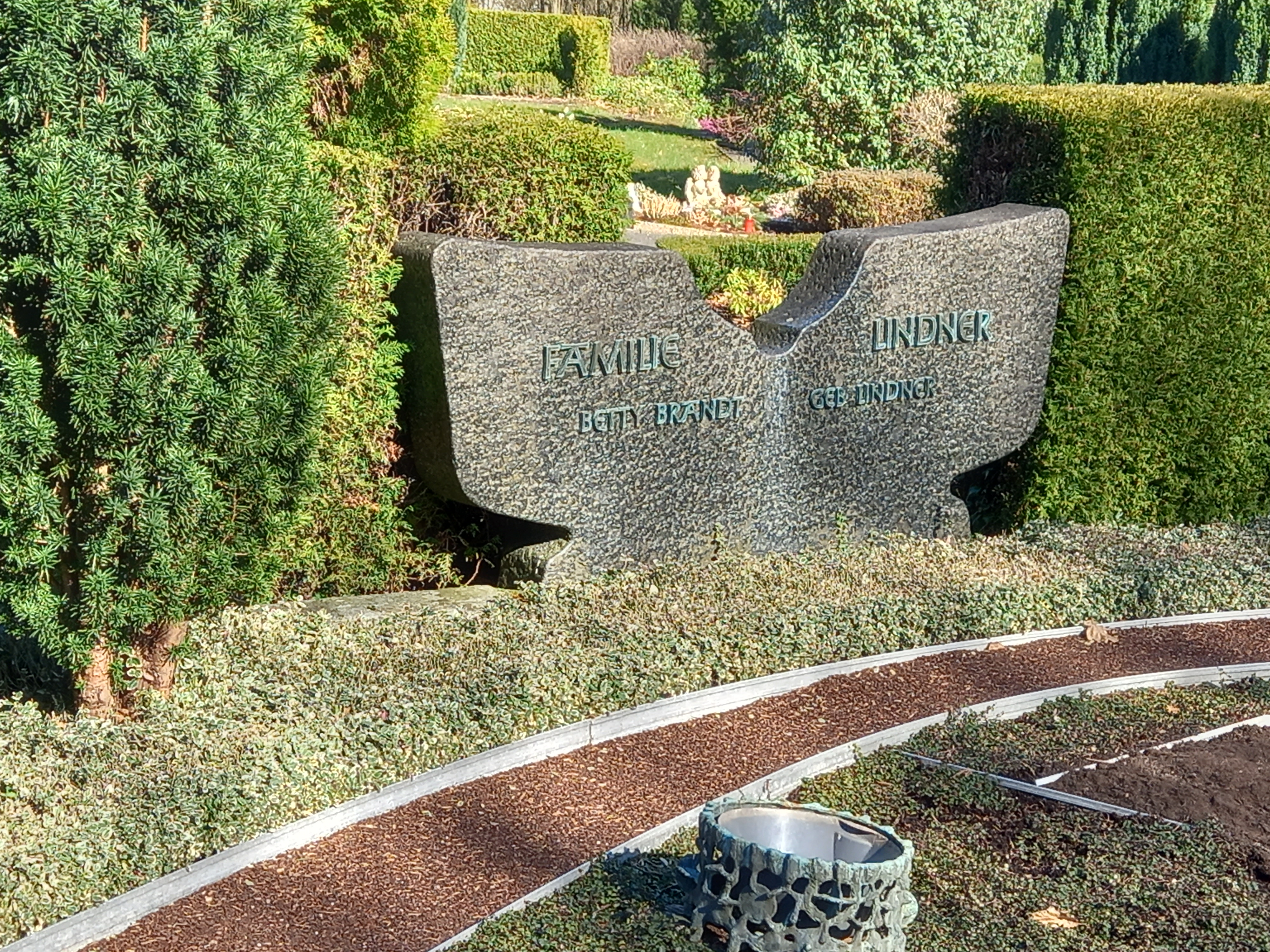
Das Grab von Betty Brandt auf dem Katholischen Friedhof Haspe

Carl Brandt (* 5. Juli 1886 in Haspe; † 19. Januar 1965) war ein deutscher Unternehmer in der Lebensmittelindustrie, der 1912 die Märkische Zwieback- und Keksfabrik C. & F. Brandt G.m.b.H. gründete und zum marktführenden Unternehmen ausbaute – die heutige Brandt Zwieback-Schokoladen GmbH + Co. KG.

## Leben
Carl Brandt absolvierte nach der Schule eine Lehre als Bäcker und Konditor. Als Geselle arbeitete er bei verschiedenen Meistern und heuerte schließlich als Schiffskonditor auf einem Passagierschiff an. Siebenmal überquerte er den Atlantik und erkannte auf dem Schiff und in der Neuen Welt die Bedeutung der „trockenen Nahrung“ (Röstbrot, Zwieback und Keks) und lernte moderne Produktionsmethoden kennen, so etwa die Fließbandfertigung.
Als er in die westfälische Heimat zurückkehrte, überließ ihm sein Vater ein kleines Wohnhaus in Haspe, und Carl Brandt begann 1912, sich als Bäcker selbständig zu machen. Anders als damals üblich, spezialisierte er sich von vornherein auf Zwieback und Biskuit und plante von Anfang an deren industrielle und rationelle Herstellung. Vormittags kümmerte er sich um die Produktion, nachmittags um den Vertrieb, indem er mit dem Pferdefuhrwerk umliegende Geschäfte und Märkte belieferte. Kurz darauf stieg auch sein Bruder Fritz Brandt in das Unternehmen ein. Doch der Erste Weltkrieg unterbrach die Produktion, beide Brüder wurden eingezogen. Nach dem Krieg begann dann der Wiederaufbau. An der Enneper Straße in Haspe errichteten sie 1920/21 neue, größere Werksanlagen, in denen moderne Kettenöfen zum Einsatz kamen und in denen 1937 über 600 Mitarbeiter beschäftigt waren.
In diese Zeit fallen zwei Erfindungen, die Carl Brandt zugeschrieben werden: Eine zum Patent angemeldete Zwiebackschneidemaschine, die den Fertigungsprozess beschleunigte und so einen Wettbewerbsvorteil darstellte, später auch der Drei-Lagen-Frischhaltebeutel, der praktischer und preiswerter für Haltbarkeit und Frische der Qualitätsprodukte sorgte.
Im Jahr 1938 starb seine Frau Abby Brandt, sein Sohn Carl-Heinz kehrte nicht aus dem Zweiten Weltkrieg zurück. Trotz dieser Schicksalsschläge meisterte Carl Brandt zum dritten Mal den Neuanfang. Unmittelbar nach Kriegsende wurde bei Brandt zur Versorgung der Bevölkerung wieder Brot gebacken. Die Produktionsanlagen wurden nach und nach erneuert und ausgebaut. Am 19. Januar 1965 starb Carl Brandt, die Leitung der Werke übernahm seine zweite Frau Betty Brandt.

## Auszeichnungen
- 1956: Bundesverdienstkreuz 1. Klasse